# Liste des sentiers de randonnée de La Réunion
Cette liste des sentiers de randonnée de La Réunion recense quelques-uns des sentiers de randonnée les plus importants sur l'île de La Réunion, dans le sud-ouest de l'océan Indien.